# Sérgio Pereira
Sérgio Pereira Pires, também conhecido como Sérgio Pereira ou simplesmente Sérgio I (São Paulo, 16 de maio de 1898 — Local e data de morte desconhecido), foi um futebolista brasileiro que atuou como meio-campista.

## Carreira
Iniciou sua carreira futebolística no colégio Anglo Brasileiro. Em 1915, foi defender as cores do Paulistano onde foi tetracampeão paulista em 1916, 1917, 1918 e 1919. Voltou a ser campeão estadual em 1921. Jogou na Seleção Paulista bicampeã brasileira em 1922/23. Defendeu também a Seleção Brasileira que conquistou o Campeonato Sul-Americano de Futebol de 1919. Pela Seleção Brasileira, fez quatro jogos e não marcou gols.

## Morte
Não se tem informações sobre a morte do ex-atleta.

## Títulos
Paulistano
- Campeonato Paulista: 1916 (APEA), 1917, 1918, 1919, 1921
- Campeonato Brasileiro de Clubes Campeões de 1920

Seleção Paulista
- Campeonato Brasileiro de Seleções Estaduais: 1922, 1923

Seleção Brasileira
- Campeonato Sul-Americano de Futebol: 1919